# Bupalus tiliaria
Bupalus tiliaria är en fjärilsart som beskrevs av Carl von Linné 1758. Bupalus tiliaria ingår i släktet Bupalus och familjen mätare. Inga underarter finns listade i Catalogue of Life.